# Jörn Wenzel
Jörn Wenzel, född 13 augusti 2004, är en tysk bobåkare.

## Karriär
Vid EM 2025 i Lillehammer tog Wenzel guld tillsammans med Johannes Lochner, Florian Bauer och Georg Fleischhauer i fyrmannabob.